# Kloster Aiguebelle
Das Kloster Aiguebelle (lat. Abbatia Aqua bella oder Abbatia B. M. de Acquabella; franz. Abbaye Notre-Dame d’Aiguebelle) ist eine seit 1816 durch Trappisten wiederbesiedelte Zisterzienserabtei in der Gemeinde Montjoyer im Département Drôme, Region Auvergne-Rhône-Alpes, in Frankreich, rund 18 km südöstlich von Montélimar in einem Val-Honnête genannten bewaldeten Tal nahe der Grenze des Dauphiné zur Provence.

## Geschichte

Mönchschor der romanischen Abteikirche

Das Kloster wurde 1137 von Gontard Loup, dem Herrn von Rochefort gestiftet und von der Primarabtei Morimond besiedelt, dessen Filiation es auch angehörte. Die erste Tochtergründung erfolgte in der Nähe von Pierrelatte; das daraus entstandene Kloster Frayssinet blieb jedoch ephemer und wurde bald zur Grangie. 1173 erfolgte die Tochtergründung von Kloster Féniers in der Auvergne. Graf Raimund V. von Toulouse gewährte dem Kloster 1160 Abgabenfreiheit, die König Ludwig der Heilige 1255 bestätigte. Aiguebelle besaß die große Grangie Combemaure im Vivarais. Im 15. Jahrhundert sank die Zahl der Mönche stark ab. 1490 wurde die Kommende eingeführt. In den Religionskriegen wurde das Kloster 1562 in Brand gesteckt. Nach 1585 fand die Wiederherstellung statt. In der Französischen Revolution wurde das Kloster 1791 aufgelöst. In der Restauration erfolgte 1816 unter Augustin de Lestrange eine Wiederbesiedelung von den in die Kartause La Valsainte im Kanton Fribourg in der Schweiz ausgewichenen Trappisten (Zisterziensern der strengeren Observanz). Von Aiguebelle aus erfolgten zahlreiche Tochtergründungen, darunter 1843 das Kloster Staouëli in Algerien, 1849 Kloster Notre-Dame des Neiges, 1852 Kloster Sainte-Marie du Désert, von dem wiederum u. a. die Gründung von Kloster Viaceli in Spanien ausging, 1863 Abtei Notre-Dame des Dombes, 1873 wurde Kloster Acey übernommen und 1876 Kloster Bonnecombe. Die Klosterkirche Notre-Dame d'Aiguebelle erhielt 1937 den Rang einer Basilica minor verliehen. Das Kloster betreibt u. a. eine Schokoladenfabrik in Donzère und beherbergt Gäste mit der Intention zur Einkehr oder auf Pilgerreise.

## Bauten und Anlage
Die restaurierte, außergewöhnlich niedrige Kirche mit 50 m Länge in Form eines lateinischen Kreuzes wurde im späten 12. Jahrhundert errichtet. Chor und Kapellen wurden später verändert. Das Langhaus ist kreuzgratgewölbt und weist im Mittelschiff drei Joche, in den Seitenschiffen – dem gebundenen System entsprechend – sechs Joche auf. Die Querhäuser sind einjochig mit je zwei halbrund geschlossenen Seitenkapellen. Die Klausur liegt südlich der Kirche. Die Seitenlänge des Kreuzgangs beträgt 29 m. Kreuzgratgewölbt sind nur die Ecken. Nordgalerie und Ostgalerie werden von einer leicht zugespitzten Rundtonne abgeschlossen. Der Kapitelsaal weist sechs auf zwei Pfeilern ruhende Kreuzgratgewölbe auf. Der zweischiffige Mönchssaal besitzt Rundpfeiler. Das schlichte Refektorium wird von einem leicht zugespitzten Tonnengewölbe überwölbt. Auch die anschließende Küche ist tonnengewölbt. Der Konversentrakt ist durch eine Konversengasse vom Kreuzgang getrennt, dessen Dormitorium erhalten ist.

## Äbte seit 1834
- 1834–1837: Étienne Malmy (seit 1815 Prior)
- 1837–1852: Orsise Carayon
- 1852–1854: Marie-Bonaventure Charayon
- 1854–1882: Gabriel Monbet
- 1882–1923: Marie-Isidore-Etienne-Raymond Abric
- 1923–1946: Bernard Delauze
- 1946–1956: Eugène Court
- 1956–1964: Ignace Gillet
- 1964–1977: Jean de la Croix Przyluski
- 1977–1983: Jean Tyszkiewicz
- 1983–1989: Bernard Lefebvre
- 1989–1995: Aelred Girardon
- 1995–1996: Vakanz
- 1996–2006: André Barbeau
- 2006–2008: Georges Guinand
- 2008–2010: Jacques Emmanuel Voisin
- 2010–2018: Éric Antoine
- 2018–2025: Georges Delomier (ad nutum)
- 2025–: Alexis Vergon[2]